# Brassaï
Pour les articles homonymes, voir Halász.
Brassaï, pseudonyme de Gyula Halász, né le 9 septembre 1899 à Brașov et mort le 8 juillet 1984 à Beaulieu-sur-Mer (Alpes-Maritimes), est un photographe hongrois, naturalisé français, également dessinateur, peintre, sculpteur, médailleur et écrivain.

## Biographie
Gyula Halász naît le 9 septembre 1899 à Brassó en Transylvanie, alors partie intégrante du royaume de Hongrie (depuis 1920 : Brașov, en Roumanie), de Gyula Halász (hu), rédacteur en chef et publiciste, et d'une mère d'origine arménienne. Sa famille emménage en 1903 à Paris où ils rejoignent le père qui enseigne la littérature à la Sorbonne pour l'année 1903-1904. Jeune homme, Gyula Halász étudie la peinture et la sculpture à l'Université hongroise des beaux-arts de Budapest, avant de rejoindre la cavalerie austro-hongroise pour y servir durant la Première Guerre mondiale.
En 1920, il se rend à Berlin où il travaille en tant que journaliste, tout en suivant le cours de l'Académie des beaux-arts Berlin-Charlottenburg. Halász déménage en 1924 pour Paris. Seul, il apprend le français en lisant les œuvres de Marcel Proust. Installé à Montparnasse, au cœur du Paris artistique des années 1920, il se lie à Henry Miller, Léon-Paul Fargue et Jacques Prévert. Il reprend sa carrière de journaliste. Il écrivit plus tard que la photographie l'avait aidé à saisir la nuit parisienne, la beauté des rues et des jardins, qu'il pleuve ou qu'il vente.
En utilisant son lieu de naissance, Gyula Halász se forge dès 1923 le pseudonyme de Brassaï, qui signifie « de Brassó ». C'est sous ce nom qu'il s'impose comme celui qui a su capter l'essence de la ville dans ses clichés, publiant un premier recueil en 1932, intitulé Paris de nuit, qui rencontre un grand succès et le fera même surnommer « l'œil de Paris » par Henry Miller dans l'un de ses essais. Il commence sa série Graffiti.
En 1931, il immortalise le bal de la mi-Carême du parc d'attractions parisien Magic City. Phare des nuits homosexuelles à Paris, ce bal se déroulait sur la grande piste de danse avec orchestre, au 1er étage du 188, rue de l'Université.
En dehors de ses photographies du Paris interlope et sombre, Brassaï s'est aussi intéressé à la haute société, aux intellectuels, à la danse et à l'opéra. Il photographia nombre de ses contemporains, tels Salvador Dalí, Pablo Picasso, Henri Matisse, Alberto Giacometti, et certains des écrivains majeurs de l'époque : Jean Genet, Henri Michaux.
Il est également l'auteur de photographies de mode, entre autres une série commandée par Carmel Snow, du couturier Christian Dior. Une de ses photographies de la série des Graffiti sera utilisée en couverture du recueil de Jacques Prévert, Paroles, en 1946.
En 1956, son film Tant qu'il y aura des bêtes gagne un prix à Cannes. En 1960, il publie Grafitti, fruit de 30 ans de recherches, régulièrement réédité, qui propose le graffiti comme une forme d'art brut, primitif, éphémère. Picasso y participe. C'est sans doute la première fois que l'on évoque le graffiti comme un art. En plus de ses œuvres photographiques, Brassaï écrivit 17 livres et de nombreux articles, dont Histoire de Marie, publié avec une introduction d'Henry Miller.
En 1974, il est nommé chevalier des Arts et des Lettres, avant de recevoir, en 1976, les insignes de chevalier de la Légion d'honneur. Il gagne le premier Grand Prix national de la photographie, deux ans plus tard, à Paris.
Il demeurait au 16, rue du Saint-Gothard à Paris. Brassaï est enterré à Paris au cimetière du Montparnasse (division 2). Il existe une fondation et un jardin Brassaï.

## Distinctions
- Chevalier de l'ordre des Arts et des Lettres (1974).
- Chevalier de la Légion d'honneur (1976).

## Expositions

### Expositions personnelles
- Brassaï est exposé aux Rencontres d'Arles, (France), lors des soirées de projection au Théâtre Antique, en 1970 pour Brassaï, de Jean-Marie Drot.
- En 1972, projection de Brassaï si, Vominino, de René Burri.
- Avec Ansel Adams, il est invité d'honneur des Rencontres en 1974. Une exposition et une soirée d'hommage lui sont consacrées.
- En 2000, une rétrospective de 450 de ses œuvres est présentée au Centre Georges-Pompidou, grâce au concours de sa veuve, Gilberte.
- Une seconde rétrospective s'est tenue au  Centre Georges-Pompidou, sur Graffiti, entre le 9 novembre 2016 et le 30 janvier 2017.
- En février-mars 2014, l’hôtel de ville de Paris lui consacre l'exposition Brassaï, pour l’amour de Paris[9].
- En 2024, l'exposition  L'Œil de Paris lui est consacrée à l'Espace culturel du Palazzo Reale de Milan, en Italie du 23 février au 2 juin 2024[10],[11] à l'occasion de la parution du livre  Brassaï L'occhio di Parigi | L’Œil de Paris publié par Silvana Editoriale, avec plus de 200 images et des textes de Philippe Ribeyrolles, Gilberte Brassaï, épouse de l'artiste, et de la critique Silvia Paoli.

### Expositions collectives
- La Volonté de Bonheur, Témoignages photographiques du Front populaire 1934-1938, avec des photographies de Brassaï, Robert Capa, Henri Cartier-Bresson, Robert Doisneau, Nora Dumas, Gisèle Freund, André Kertész, François Kollar, Sam Lévin, Éli Lotar, Willy Ronis, David Seymour. Montpellier, Pavillon populaire, du 2 mai au 9 juin 2013.
- Surréalisme, avec quelques clichés venant du recueil Paris de nuit 1932 de brassaï au centre Georges Pompidou du 4 septembre 2024 au 13 janvier 2025

## Œuvres dans les collections publiques
Canada
- Musée national des beaux-arts du Québec[12].

France
- Musée Matisse, Le Cateau-Cambrésis.
- Frac Bretagne, Rennes[13].

Hongrie
- Musée hongrois de la photographie, Kecskemét.

## Publications
- Paris de nuit, 1932.
- Histoire de Marie, préface de Henry Miller, Paris, Les Éditions du Point du jour, 1949, 90 p.
- avec Dominique Aubier : Séville en fête, préface de Henry de Montherlant, Paris, Robert Delpire, 1954.
- (de) Graffiti : zwei Gespräche mit Picasso : mit 105 Schwarzweissfotos und einer Einführung in die Kunst des Graffito, Stuttgart, C. Belser Verlag, 1960, 13 p. et 100  p. de photographies.
- Conversations avec Picasso, Paris, Gallimard, 1964, 339 p.
- Transmutations, comprenant 12 gravures sur émulsion de bromure d'argent (17,8 × 23,8 cm), Lacoste (Vaucluse) éditions Galerie Les Contards, 100 exemplaires numérotés, 1967.
- Henry Miller grandeur nature, Paris, Gallimard, 1975, 264-16 p.  (ISBN 2-07-029341-6).
- Le Paris secret des années trente, Paris, Gallimard, 1976, 192 p.  (ISBN 2-07-010883-X).
- Paroles en l'Air, Paris, J.-C. Simoe̋n, 1977, 171 p.
- Henry Miller rocher heureux, Paris, Gallimard, 1978, 260-8 p.

### Publications posthumes
- Paris Tendresse, album de photographies prises à Paris dans les années 1930-1940, avec un texte de Patrick Modiano, Paris, Hoëbeke, 1990, 88 p.  (ISBN 2-905292-32-6).
- Marcel Proust sous l'emprise de la photographie, Paris, Gallimard, 1997, 176 p.  (ISBN 2-07-074979-7)[14].

### Ouvrages contenant des photographies de Brassaï
- Georges Saint-Bonnet, Scandales 33, Paris-Publications, 1933 (sept photographies).
- Brassaï, t. 71, Reporters sans frontières (RSF) / édition illustrée, coll. « 100 photos pour la liberté de la presse », 10 novembre 2022, 144 p. (ISBN 978-2362200892)[15],[16].

### Documents sonores
- Entretien radiophonique avec Brassaï par Roger Grenier (1964), 2 CD (entretiens 1 et 2, et entretiens 3 et 4) ; édité par l'INA, collection « À voix nue », 1986.